# Scopula nesciaria
Scopula nesciaria är en fjärilsart som beskrevs av Walker 1861. Scopula nesciaria ingår i släktet Scopula och familjen mätare. Inga underarter finns listade.